# Erites beelinga
Erites beelinga är en fjärilsart som beskrevs av Moore 1893/96. Erites beelinga ingår i släktet Erites och familjen praktfjärilar. Inga underarter finns listade i Catalogue of Life.